# Seán Binder
 (18 novembre 2021).
Le texte peut changer fréquemment, n’est peut-être pas à jour et peut manquer de recul. 
Le titre et la description de l'acte concerné reposent sur la qualification juridique retenue lors de la rédaction de l'article et peuvent évoluer en même temps que celle-ci.
Seán Binder est un plongeur-secouriste et sauveteur en mer, humanitaire irlandais. Il est connu pour être accusé par la Grèce d'espionnage, de trafic d'êtres humains et d'appartenance à une organisation criminelle, avec une vingtaine d'autres bénévoles humanitaires arrêtés à Lesbos, dont Sarah Mardini, nageuse syrienne réfugiée en Allemagne, accusations réfutées par les ONG des droits humains comme étant sans fondement, les humanitaires ayant agi légalement et en lien avec les autorités grecques afin de sauver des vies. Tous deux ont déjà passé 3 mois et demi en détention provisoire, en 2018. Ils encourent jusqu'à 25 ans d'emprisonnement.

## Biographie
Seán Binder est originaire de Castlegregory, dans le comté de Kerry.
En 2017, ému par la publication de la photographie d'Alan Kurdi, il devient bénévole dans des associations d'aide aux réfugiés, en particularité pour le sauvetage en Méditerranée. Son activité consiste à repérer et secourir les embarcations en détresse.
Sarah Mardini, réfugiée syrienne elle même passée par la Méditerranée, devient également bénévole dans des associations d'aide aux réfugiés, en particularité pour le sauvetage en Méditerranée. Tout comme Sean Binder, son activité consiste à repérer et secourir les embarcations en détresse,,.
Le 21 août 2018, sur l'île de Lesbos, en mer Egée, alors qu'il est en mission pour l'ONG grecque ERCI (Centre international d’intervention d’urgence), Seán Binder est arrêté et emprisonné. Ainsi que 23 autres militants et bénévoles humanitaires, dont la nageuse syrienne Sarah Mardini, il est accusé d'espionnage, de trafic d’êtres humains, de  violation de secrets d’État, de blanchiment et d'appartenance à une organisation criminelle. Après plus de trois mois de détention préventive, ils sont mis en liberté sous caution le 5 décembre 2018 et encourent 15 à 25 ans de réclusion,.
Selon les associations de défense des droits humains, il s'agit d'une tentative de criminalisation des associations de l'aide aux réfugiés et les chefs d'accusation sont grotesques,. Amnesty international affirme que le seul crime des accusés est d'avoir tenté de sauver des vies. Les responsables d'ERCI affirment avoir toujours coopéré avec Frontex et travaillé en toute légalité, en coopération avec les autorités grecques, et différentes ONG dénoncent une criminalisation de l'aide humanitaire,. HRW déclare les accusations « sans fondement ».
Le procès des volontaires de l'ONG prévu le 18 novembre 2021, est ajourné et reporté à janvier 2022. Seán Binder et Sarah Mardini encourent 25 ans de réclusion. Seán se dit traumatisé et effrayé de retourner en prison,. Selon lui, s'ils étaient d'aussi dangereux criminels que ce qui leur est reproché, ils ne seraient pas laissés en liberté si longtemps, tandis que les délais très longs dans l'attente de procès ont pour effet de refroidir les autres ONG ayant pour objectif de porter secours à des personnes risquant la noyade en mer Méditerranée.
Selon un rapport du Parlement européen, cette affaire judiciaire est « la plus grande affaire de criminalisation de la solidarité en Europe ».
La procédure pour « espionnage » est annulée le 13 janvier en raison de vices de procédure, comme demandé aussi bien par la défense que par le procureur. La procédure pour « trafic de migrants »,  distincte, est en revanche toujours en cours d’instruction.